# ヨアハズ (イスラエル王)
ヨアハズ（ヘブライ語: יְהוֹאָחָז Yəhō’āḥāz）は、北イスラエル王国の第11代の王。エホアハズ（口語訳聖書、新改訳聖書）とも表記される。父イエフを継いで王になったが、ヤロブアムの導入した偶像礼拝から離れなかった。名はヘブライ語で「ヤハウェが持つ」という意味。

## 治世
紀元前814年頃、父イエフを継いで王になった。治世中にアラム王ハザエルとベン・ハダデ2世の攻撃を受けた。ユダ王国とも緊張が続いて国力は衰えた。17年王位にあった。
ヨアハズの死後、実子ヨアシュが王位についた。